# Скронсько
Скронсько (пол. Skrońsko, нім. Skronskau, 1936-45: Buchental) — село в Польщі, у гміні Гожув-Шльонський Олеського повіту Опольського воєводства.
Населення — 312 осіб (2011).
У 1975-1998 роках село належало до Ченстоховського воєводства.

## Демографія
Демографічна структура станом на 31 березня 2011 року:
|          | Загалом | Допрацездатний вік | Працездатний вік | Постпрацездатний вік |
| -------- | ------- | ------------------ | ---------------- | -------------------- |
| Чоловіки | 148     | 27                 | 105              | 16                   |
| Жінки    | 164     | 28                 | 100              | 36                   |
| Разом    | 312     | 55                 | 205              | 52                   |